# 17249 Eliotyoung
17249 Eliotyoung (2000 GM110) là một tiểu hành tinh vành đai chính.